# Liste Eiserner Hände
Die Liste Eiserner Hände bietet eine Übersicht der heute bekannten Eisernen Hände, mechanischen Hand- und Armprothesen, die ab dem 15. Jahrhundert in Mitteleuropa entstanden sind. Entsprechend der Forschungslage ist die Aufzählung nicht abschließend.
Eiserne Hände können grob in drei Baugruppen aufgeteilt werden. Die erste, älteste, verfügt nur über einen einzelnen, im Grundgelenk beweglichen Fingerblock (1B in der Tabelle). Eine Weiterentwicklung verfügt über zwei unabhängige Fingerblöcke, die zum einen aus Zeige- und Mittelfinger, zum anderen aus Ring- und kleinem Finger bestehen (2B in der Tabelle); die meisten Exemplare dieser Gruppe stammen aus dem 16. Jahrhundert. Wenig später kamen aber bereits Kunsthände mit einzeln beweglichen Fingern auf (E in der Tabelle). Bei vielen Eisernen Händen ist der Daumen, wenn nicht starr, mechanisch an die Bewegung des ersten Fingerblocks gekoppelt.
Zu den bekanntesten eisernen Handprothesen gehört die jüngere der beiden Kunsthände des fränkischen Reichsritters Gottfried „Götz“ von Berlichingen. Sie ist auch eines der wenigen Exemplare, bei dem die Finger in allen Gelenken, nicht nur im Grundgelenk, beweglich sind (G in der Tabelle).
Es gilt zu beachten, dass die Möglichkeit „zu Greifen“ immer noch recht eingeschränkt war. Diese Prothesen konnten mittels der beweglichen Teile in eine gewünschte Position gebracht werden und mussten mit der gesunden Hand (oder wenn diese nicht vorhanden war: durch einen Dritten) fixiert, und gegebenenfalls danach arretiert werden. Die Arretierung der Gelenke erfolgte über einen mehr oder weniger komplexen Verriegelungsmechanismus mit Sperrklinken und Blattfedern. Dieser Mechanismus, ähnelt einem Batterieschloss.

## Liste
| Name                                                              | Datierung         | Bauform | Bemerkungen | Aufbewahrungsort                                                               | Abbildung |
| ----------------------------------------------------------------- | ----------------- | ------- | --- | ------------------------------------------------------------------------------ | --------- |
| Erste Hand aus Florenz                                            | 15. Jh.           | 1B      | rechte Kunsthand, Daumen starr; aus der Sammlung von Frederick Stibbert (1838–1906) | Museo Stibbert, Florenz, Inv.-Nr. 3817                                         |           |
| Eiserne Hand im Musée d’art et d’histoire Fribourg                | 1476              | 1B      | rechte Kunsthand; vermutlich hergestellt von dem Kunstschlosser Ulrich Wagner im Auftrag des Rates der Stadt Freiburg (Schweiz)                                                                                    | Musée d’art et d’histoire de Fribourg, Inv.-Nr. MAHF 7611                      |           |
| Mailänder Armprothese                                             | frühes 16. Jh.    | 1B      | rechte Armprothese, mechanisches Ellbogengelenk, Daumen starr; früher auf das 17. Jh. datiert | Museo Poldi Pezzoli, Mailand, Inv.-Nr. 945                                     |           |
| Eisfelder Hand                                                    | 16. Jh.           | 2B      | linke Hand, Daumen starr, 525 g; gefunden in Veilsdorf (Landkreis Hildburghausen), soll Friedrich von Waldan oder Walthen (um 1547) gehört haben                                                                   | Museum Otto Ludwig, Eisfeld Inv.-Nr. 307                                       |           |
| Erste Nürnberger Hand                                             | 16. Jh.           | 2B      | linke Hand „von jugendlicher Größe“, Unterarmschaft gefenstert, Daumen beweglich; aus der Sammlung der Burg zu Nürnberg                                                                                            | F. W. Paul Collection, Berlin                                                  |           |
| Grüninger Hand                                                    | 16. Jh.           | 2B      | rechte Armprothese, Unterarm teilweise aus Holz, sechsstufiges Ellbogengelenk, Daumen starr, 1290 g; fälschlich Götz von Berlichingen zugeschrieben und lange Zeit auf Schloss Grüningen aufbewahrt                | Deutsches Historisches Museum, Berlin, Inv.-Nr. AK 2016/26                     |           |
| Armprothese aus dem Badener Raum                                  | frühes 16. Jh.    | 2B      | linke Armprothese, Ellbogen ohne Mechanik, Daumen beweglich; 1904 erworben vom Kaiserin-Friedrich-Haus Berlin | unbekannt                                                                      |           |
| Hand aus der Sammlung des Grafen Wilczek                          | 16. Jh.           | 2B      | linke Handprothese, ohne Mechanismus; angeblich aus Frankreich | unbekannt                                                                      |           |
| Hand aus der Waffensammlung Zschille                              | 16. Jh.           |         | Daumen starr; aus der Sammlung von Richard Zschille aus Großenhain | unbekannt                                                                      |           |
| Erste Jagsthäuser Hand                                            | ca. 1510          | 2B      | rechte Kunsthand, beweglicher Daumen; erste Eiserne Hand des Ritters Götz von Berlichingen | Museum der Burg Jagsthausen                                                    |           |
| Altruppiner Hand                                                  | frühes 16. Jh.    | 2B      | linke Kunsthand, beweglicher Daumen; früher fälschlich „um 1400“ datiert | Heimatmuseum Neuruppin                                                         |           |
| Hand- und Armprothese aus der Hamonic Collection                  | 16. Jh.           |         | rechte Armprothese, ohne Mechanismus; aus der Sammlung von Noel und P. Hamonic | Science Museum, London, Inv.-Nr. A121470                                       |           |
| Eiserne Hand im Science Museum                                    | 16. Jh.           |         | linke Kunsthand | Science Museum, London, Inv.-Nr. A634417                                       |           |
| Eiserne Hand in den Musées de la Ville de Rouen                   |                   |         | rechte Kunsthand | Musées de la Ville de Rouen, Inv.-Nr. LS 20005.1.6                             |           |
| Eiserne Hand aus der Hamonic Collection                           | 1560–1600         |         | aus der Sammlung von Noel und P. Hamonic | Science Museum, London, Inv-Nr. A121449                                        |           |
| Darmstädter Hand                                                  | 16./17. Jh.       | 2B      | rechte Kunsthand aus Eisen, farbig gefasst, dreistufige Rastung, beweglicher Daumen, 37,5 cm, 1147 g; gefunden in der Nähe von Arnsberg                                                                            | Hessisches Landesmuseum Darmstadt, Inv.-Nr. W 61:24                            |           |
| Skokloster-Hand                                                   | 16./17. Jh.       | 2B      | rechte Kunsthand, vierstufige Rastung, beweglicher Daumen, 36,5 × 9 cm, 840 g; Carl Gustaf Güntherfelt zugeschrieben                                                                                               | Schloss Skokloster, Inv.-Nr. SKO 12286                                         |           |
| Eiserne Hand aus Vransko                                          | 16./17. Jh.       | 2B      | rechte Kunsthand, dreistufige Rastung, Daumen starr, 795 g; 1907 in der Ruine der Burg Vransko entdeckt | Univerzitetni rehabilitcijski inštitut, Ljubljana                              |           |
| Eiserne Hand im RothenburgMuseum                                  | 2. Hälfte 16. Jh. | 2B      | linke Kunsthand aus Deutschland, angedeutete Fingernägel; Hand kann zum Anlegen geöffnet werden | RothenburgMuseum, Rothenburg ob der Tauber                                     |           |
| Eiserne Hand im Science Museum                                    | 17. Jh.           | 2B      | rechte Kunsthand | Science Museum, London, Inv.-Nr. A69335                                        |           |
| Wunsiedler Hand                                                   | frühes 18. Jh.    | 2B      | linke Kunsthand, 38 cm, ca. 800 g, Daumen aus Holz; Johannes Heß (1661–1729) zugeschrieben | Fichtelgebirgsmuseum, Wunsiedel, Inv-Nr. 909                                   |           |
| Ingolstädter Hand                                                 | 16. Jh.           | E       | linke Kinderhand, außenliegender Mechanismus, Daumen starr, 14,5 × 9,8 cm, 200 g | Bayerisches Armeemuseum, Ingolstadt, Inv-Nr. A 6495                            |           |
| Eiserne Hand im Howard Dittrick Museum                            | frühes 16. Jh.    | E       | linke Kunsthand | Howard Dittrick Museum of Historical Medicine, Cleveland                       |           |
| Carslogie-Hand                                                    | 16. Jh.           | E       | rechte Kunsthand, Daumen nicht mehr vorhanden; soll einem Mitglied der Familie Clephane of Carslogie gehört haben                                                                                                  | unbekannt                                                                      |           |
| Zweite Nürnberger Hand                                            | 16./17. Jh.       | E       | rechte jugendliche Kunsthand, Messing und Eisen, fünfstufige Rastung, pro-/supinierbar, beweglicher Daumen, Betätigung durch zwei Schrauben, 800 g; wurde früher auf das 18. Jh. datiert                           | Germanisches Nationalmuseum, Nürnberg                                          |           |
| Zweite Hand aus Florenz                                           | 15./16. Jh.       | E       | linke Hand, Daumen starr; aus der Sammlung von Frederick Stibbert (1838–1906) | Museo Stibbert, Florenz, Inv.-Nr. 3816                                         |           |
| Dritte Hand aus Florenz                                           | 16. Jh.           | E       | rechte Kunsthand, Daumen in zwei Gelenken beweglich, künstlerisch gestaltete Aussparungen im Handrücken; aus der Sammlung von Frederick Stibbert (1838–1906)                                                       | Museo Stibbert, Florenz, Inv.-Nr. 3818                                         |           |
| Vierter Hand- und Armersatz aus Florenz                           | frühes 16. Jh.    | E       | rechte Armprothese, Oberarmteil rotierbar, mechanisches Ellbogengelenk, Daumen starr; aus der Sammlung von Frederick Stibbert (1838–1906)                                                                          | Museo Stibbert, Florenz, Inv.-Nr. 3819                                         |           |
| Eiserne Hand im Oxford University Museum                          | 16. Jh.           | E       | linke Kunsthand | Oxford University Museum of Natural History, Inv.-Nr. 43156                    |           |
| Stockholmer Hand                                                  | 17. Jh.           | E       | linke Kunsthand, vierstufige Rastung, Daumen beweglich, gefensterte Armschiene, 44,5 × 11,2 cm, 1480 g; soll im Zweiten Nordischen Krieg als Beute aus Warschau nach Schweden gekommen sein                        | Livrustkammaren, Stockholm, Inv.-Nr. LRK 5059 (5787:103)                       |           |
| Zweite Jagsthäuser Hand                                           | ca. 1530          | G       | rechte Kunsthand, pro-/supinierbar, Finger in allen Gelenken beweglich; zweite Eiserne Hand des Ritters Götz von Berlichingen                                                                                      | Museum der Burg Jagsthausen                                                    |           |
| Balbronner Hand                                                   | vor 1564          | G       | linke Armprothese mit künstlichem Ellbogengelenk, Finger in allen Gelenken beweglich; vom selben Hersteller wie die zweite Jagsthäuser Hand                                                                        | Musée Historique, Straßburg, Inv.-Nr. MH 4052a und b (Rekonstruktion: MH 4053) |           |
| Handprothese im British Museum                                    | 16. Jh.           | E       | linke Kunsthand, beweglicher Daumen, 18 cm lang, 326 g; aus dem Crosthwaite Museum (Keswick) | British Museum, London, Inv.-Nr. 1870,1013.38                                  |           |
| Handprothese im Musée d’Histoire de la Médecine                   | 16. Jh.           |         | Rechte Handprothese in der Art, wie von Ambroise Paré in seinen Œvres (erschienen 1575) beschrieb, möglicherweise hergestellt vom dort genannten „kleinen Lothringer“ (le petit Lorrain).                          | Musée d’Histoire de la Médecine, Paris                                         |           |
| Handprothese im Art Institute of Chicago                          | spätes 16. Jh.    |         | Linke Handprothese aus Stahl, europäisch, aus der George F. Harding Collection. | Art Institute of Chicago, Inv.-Nr. 1982.2674                                   |           |
| Erste Handprothese im Fitzwilliam-Museum                          | 16. Jh. (?)       | E       | Finger in allen Gelenken beweglich; Schenkung von Francis Cripps-Day aus dem Jahr 1938, weiterer Ursprung unbekannt.                                                                                               | Fitzwilliam Museum, Cambridge Inv.-Nr. M.22-1938                               |           |
| Zweite Handprothese im Fitzwilliam-Museum                         | 16. Jh. (?)       | 2B      | Schenkung von Francis Cripps-Day aus dem Jahr 1938, weiterer Ursprung unbekannt. | Fitzwilliam Museum, Cambridge Inv.-Nr. M.23-1938                               |           |
| Eiserne Hand aus der Sammlung der Museumslandschaft Hessen Kassel | 16. .Jh.          | E       | Rechte Handprothese aus geschmiedetem Eisenblech mit einzeln beweglichen Fingern und Daumen. Gewicht: 626,3 g, Abmessungen: 8,7 × 8,7 × 27 cm.                                                                     | Museumslandschaft Hessen Kassel, Inv.-Nr.: KP B XIV.32 alt                     |           |
| Handprothese in den National Trust Collections                    | 1500–1699         | E       | linke Kunsthand, beweglicher Daumen | Cotehele House, Inv.-Nr. 347324                                                |           |
| Braunschweiger Hand                                               | 17. Jh.           | G       | linke Armprothese, Ellbogengelenk nicht erhalten, Finger in allen Gelenken beweglich (Beugung durch Flügelschrauben), Hand pro-/supinierbar; wohl fälschlich Christian von Braunschweig-Wolfenbüttel zugeschrieben | Herzog Anton Ulrich-Museum, Braunschweig, Inv.-Nr. WAF 11                      |           |
| Hand- und Armprothese im Musée d’Histoire de la Médecine          | 17. Jh. (?)       |         | Hand- und Armprothese mit beweglichem Ellbogengelenk | Musée d’Histoire de la Médecine, Paris                                         |           |
| Eiserne Hand im Discovery Museum                                  | 19. Jh. (?)       | E       | Linke Handprothese, Daumen und Teile des Mechanismus fehlen | Discovery Museum, Newcastle, Inv.-Nr. TWCMS: C5277                             |           |
| Hand- und Armprothese im Science Museum                           | 19. Jh.           | G       | linke Armprothese, mechanisches Ellbogengelenk; aus der Sammlung von Henry Welcome | Science Museum, London, Inv.-Nr. A602817                                       |           |

1B Die Finger sind zu einem einzigen, im Grundgelenk beweglichen Block zusammengefasst.
2B Je zwei Finger sind zu einem im Grundgelenk beweglichen Block zusammengefasst.
E Die Finger sind einzeln im Grundgelenk beweglich
G Die Finger sind einzeln in allen Gelenken beweglich